# Kornîci, Colomeea
Kornîci (în ucraineană Корнич) este localitatea de reședință a comunei Kornîci din raionul Colomeea, regiunea Ivano-Frankivsk, Ucraina.

## Demografie
Componența lingvistică a localității Kornîci
     Ucraineană (98,82%)
     Rusă (1,08%)
     Alte limbi (0,05%)
Conform recensământului din 2001, majoritatea populației localității Kornîci era vorbitoare de ucraineană (98,82%), existând în minoritate și vorbitori de rusă (1,08%).